# Ditikes Sinikies
Ditikes Sinikies (грец. Δυτικές Συνοικίες) — грецький рок-гурт, який був створений у Салоніках у квітні 1996 року. Створили гурт шкільні друзі Костас Мілосіс и Васіліс Мантзораніс.
В 2001 році гурт випустив свій перший альбом під назвою «Tis Íridas ta chrómata» (грец. Колір радужки ока). Успіх цьому альбому принесла пісня «Kalokairiná rantevoú». В 2003 році бів випущений другий альбом «Makriá sou» (грец. Якнайдалі від тебе). Продаж склав 15 тисяч копій.

## Назва гурту
Оригінальна назва гурту на грецькій мові пишеться як «грец. Δυτικές Συνοικίες», Транслітерація на англійську мову — «Dytikés Synoikíes», а транскрипція на англійську мову — «Ditikes Sinikies».
На українську мову назва перекладається як «Західні квартали» і походить від західних районів міста, де народилися і виросли члени гурту. Українською назва групи звучить «Дітікéс Сінікíєс».

## Учасники
Учасники представлені у хронологічному порядку за часом початку кар'єри в гурті.
- Costas Mylosis — вокал, гітара, композиція, текст пісень
- Manos Bouzakis — електрогітара, композиція, текст пісень
- Vassilis Mantzouranis — клавишні, композиція, текст пісень
- Tasos Gerovassiliou — бас-гітара
- Christos Kiato — ударні

### Колишні учасники
- Polys Porfyrakis — гітара
- George Barbuda — вокал, електрогітара, композиція, текст пісень
- Alekos Sinanidis — ударні
- John Carmona — бас-гітара

## Дискография
- 2001 — Tis Íridos ta chrómata (грец. Колір радужки ока)
- 2003 — Makriá sou (грец. Якнайдалі від тебе)
- 2005 — Rock … Gyní Kai Thálassa (грец. Rock ... Жінка і море)
- 2007 — Dytikés Synoikíes: Óloi Mazí (грец. Західні квартали: Всі разом)
- 2008 — Kalokairiná Rantevoú Live (грец. Літні побачення Live)

## Нагороди
- Перше місце у грецькому загальнонаціональному конкурсі молодих рок-гуртів 1999 року.
- Найкращий гурт 2003 — Премія ARION.
- Найкращий гурт 2003 — Korfiátika vraveía.
- Золотий диск за альбом «Tis Íridos ta chrómata» у червні 2006 року.